# Linno (ö i Norra Karelen)
Linno är en ö i Finland. Den ligger i sjön Viinijärvi och i kommunen Outokumpu i den ekonomiska regionen  Joensuu ekonomiska region  och landskapet  Norra Karelen, i den sydöstra delen av landet, 400 km nordost om huvudstaden Helsingfors. Öns area är 12,3 hektar och dess största längd är 0,6 kilometer i nord-sydlig riktning.